# Komedyja o Mięsopuście
Komedyja o Mięsopuście – polski utwór literacki z połowy XVI w.
Tytuł nawiązuje do komedii mięsopustnych, związanych z ostatkami, popularnych zwłaszcza w Niemczech jako Fastnachtspiele. W istocie jest to jednak bardziej polemiczny antyreformacyjny dialog o kościelnych ceremoniach, świętach, postach i ich uzasadnieniu w Piśmie Świętym. W utworze Pleban toczy spór z Hanusem z Królewca i ze Studentem z „Witemberka”, broniąc postu i celibatu przeciw ostatkowej rozwiązłości. Tekst znany jest z manuskryptu. Brak przekazów, czy utwór wydany był ówcześnie drukiem.